# Quintus Atrius
Quintus Atrius était un officier militaire romain impliqué dans la deuxième expédition de Jules César en Bretagne en 54 av. J.-C.. Il fut laissé responsable de dix cohortes d’infanterie et de 300 cavaliers pour garder le contrôle de la plage tandis que César commençait sa marche vers l’arrière-pays.